# Voie verte des Gaves
La voie verte des Gaves est une voie verte c'est-à-dire à la fois un chemin de randonnée, une piste cyclable et un espace vert.
Elle emprunte le tracé de la ligne de Lourdes à Pierrefitte-Nestalas désaffectée, qui a été fermée définitivement en 1993, depuis Lourdes pour aboutir à Soulom.

## Présentation
La voie verte des Gaves est un aménagement cyclable long de 18 km qui est praticable par les cyclistes, les rollers et les randonneurs pédestres.
C'est l'ancien tracé qui était une ligne ferroviaire qui reliait les gares de Lourdes et de Pierrefitte-Nestalas.
En 2009 la voie verte des Gaves a reçu le prix Européen des voies vertes  dans la catégorie « développement durable et tourisme », puis en  2010 la signalisation en braille a été développée sur tous les panneaux d’information, ainsi que des bornes sonores en trois langues.
Elle permet d’accéder à la voie verte Pierrefitte-Nestalas/Cauterets.

## Géographie
La voie verte des Gaves est situé en France dans le département des Hautes-Pyrénées, dans le Lavedan en Occitanie.

## Parcours
La piste commence au quartier du Tydos, à proximité de la gare SNCF de Lourdes et se termine à la gare de Pierrefitte-Nestalas.
Elle traverse Lourdes vers le sud en passant à proximité du pic du Jer, vers la gare de Lugagnan. Après Boô-Silhen elle passe sur le pont de fer au dessus du gave de Pau, puis vers la gare d'Argelès-Gazost en passant auprès du parc animalier des Pyrénées.
Le parcours se termine à la gare de Pierrefitte-Nestalas

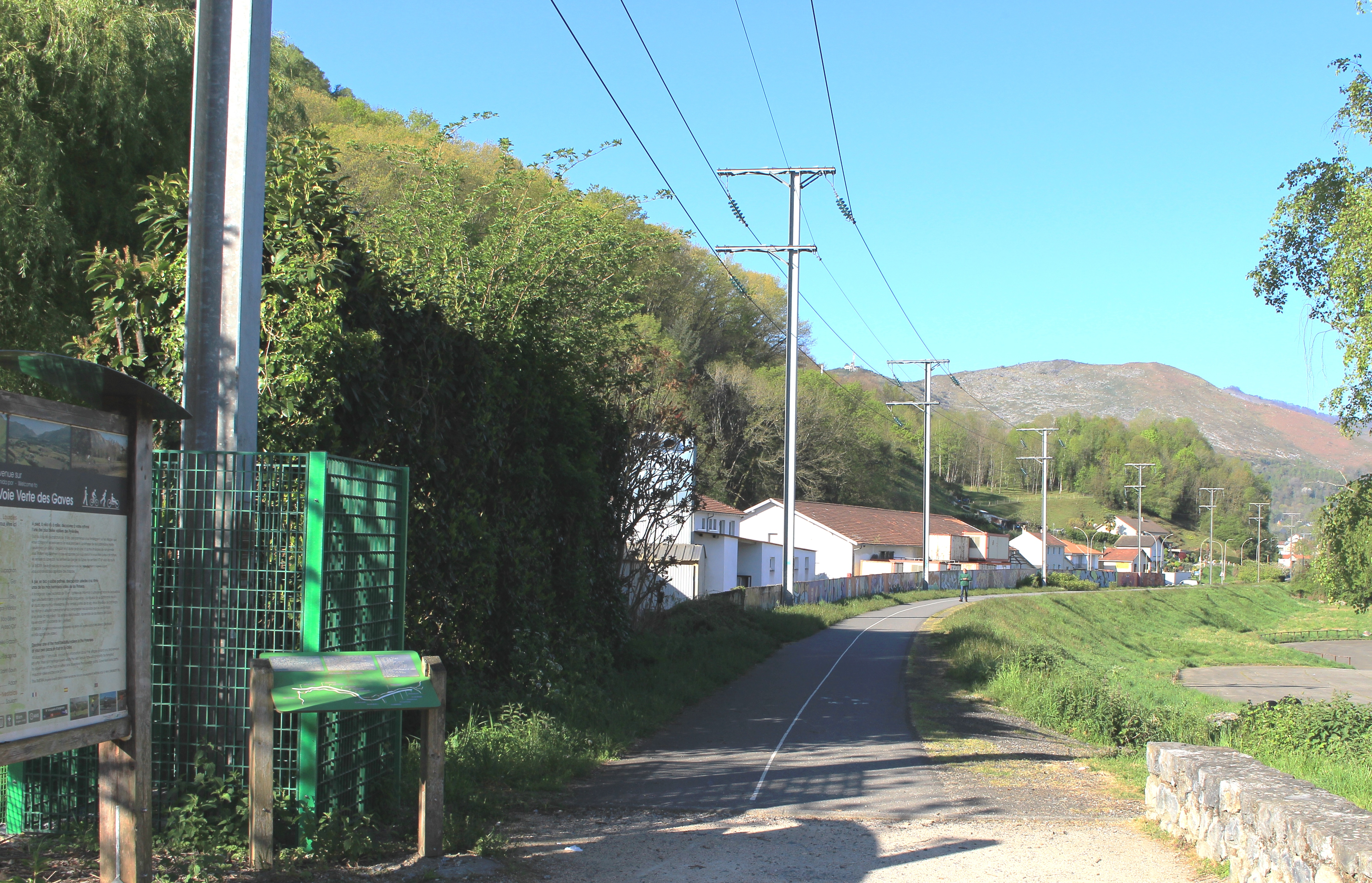
Lourdes.
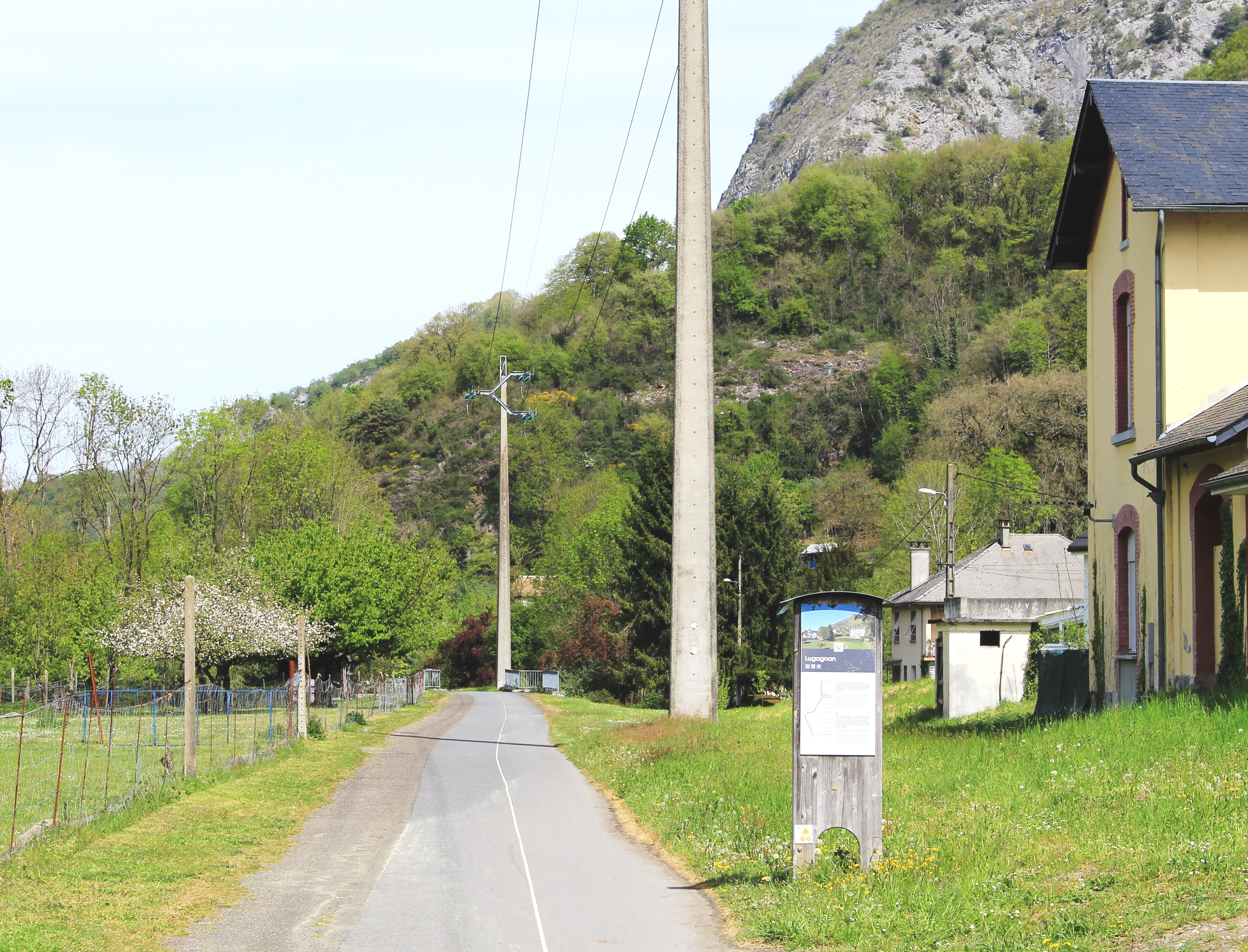
Lugagnan.
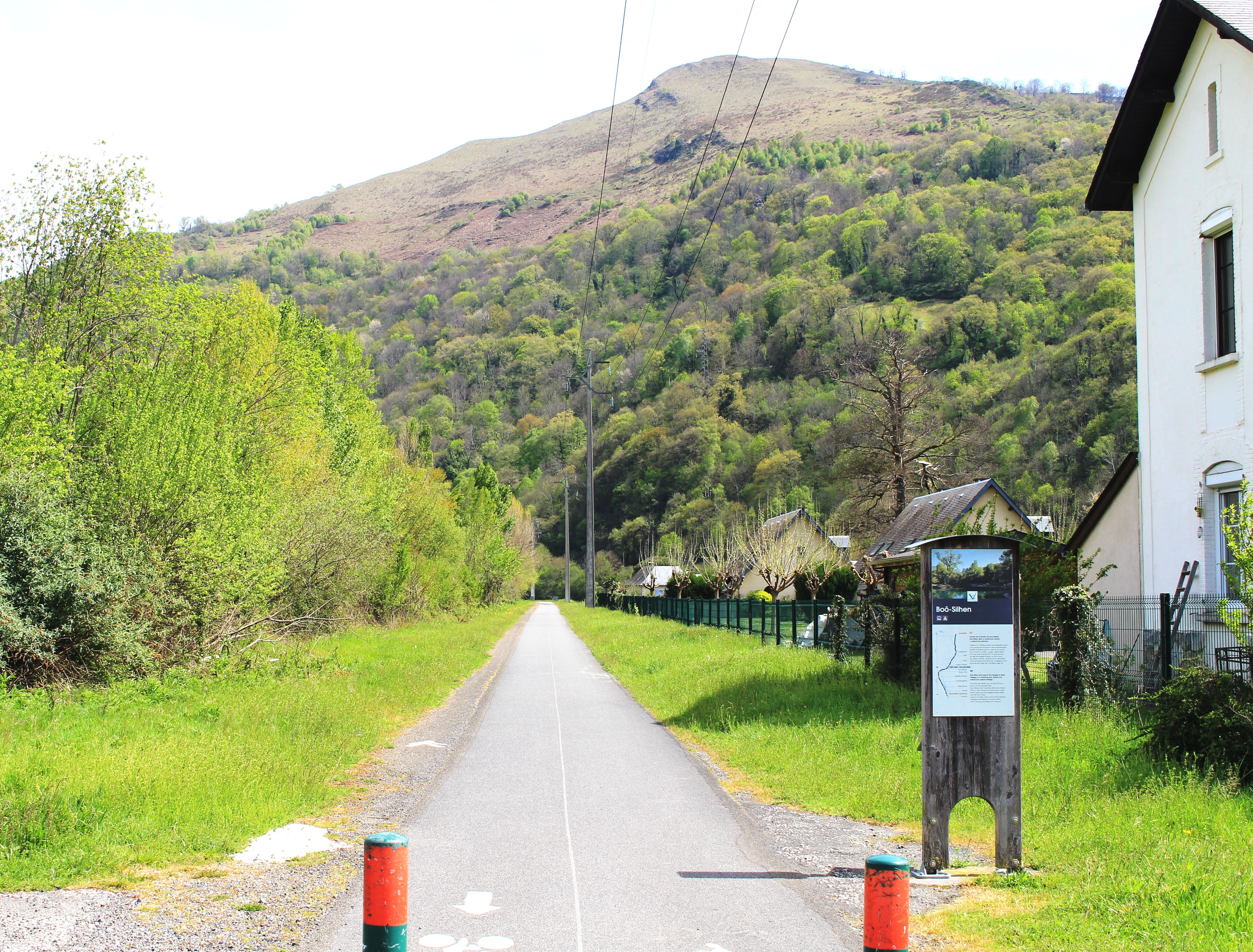
Boô-Silhen.
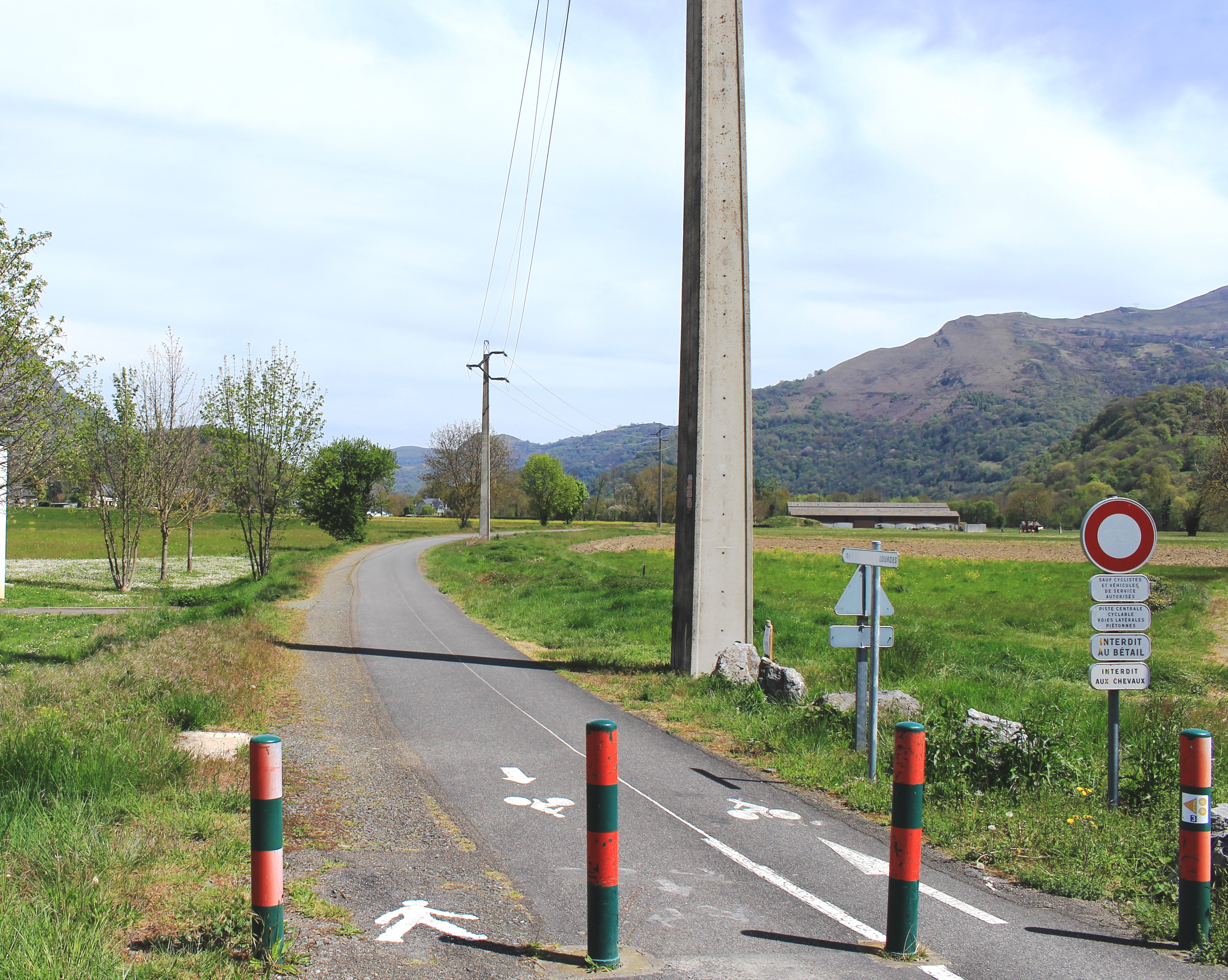
Ayzac-Ost.
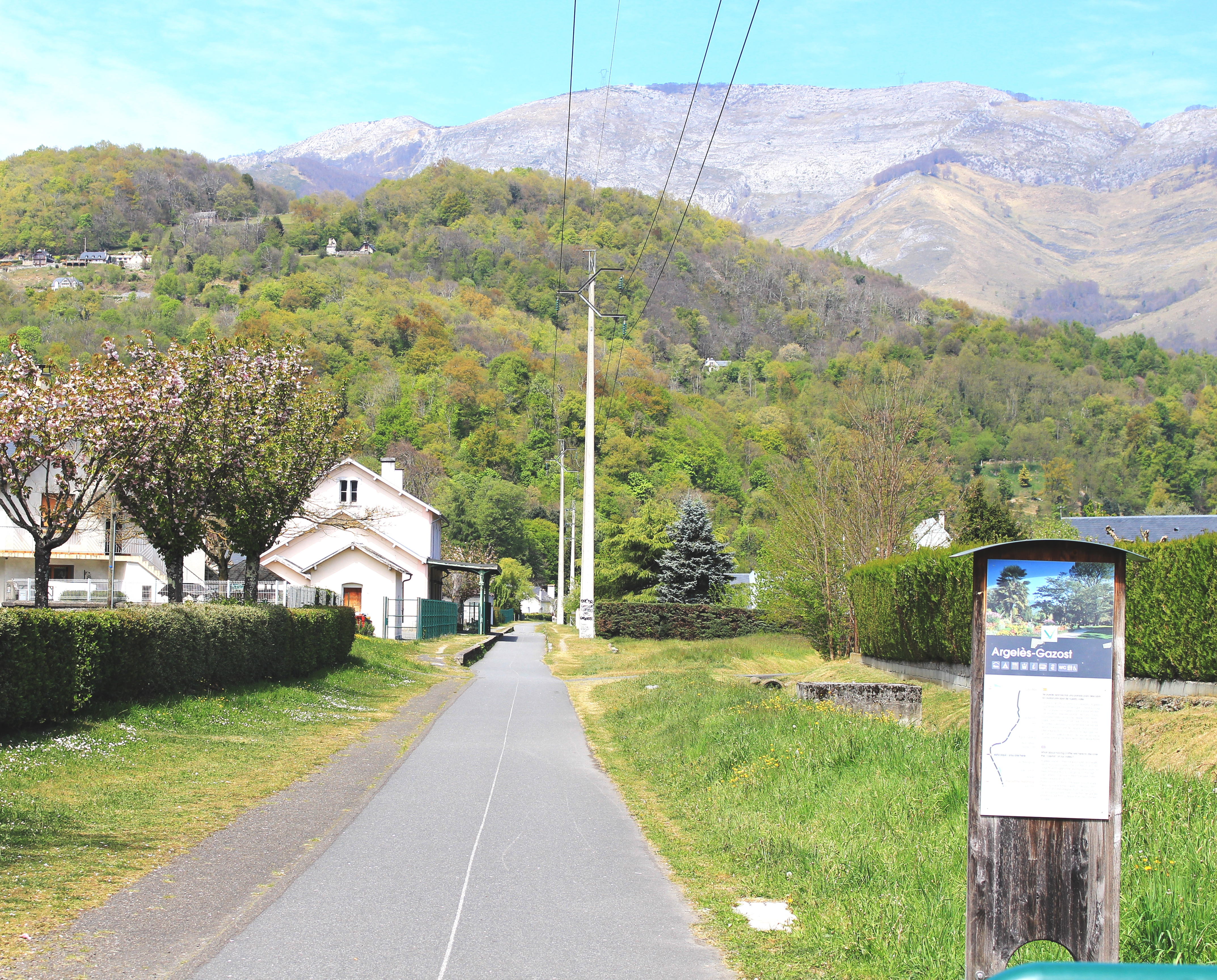
Argelès-Gazost.
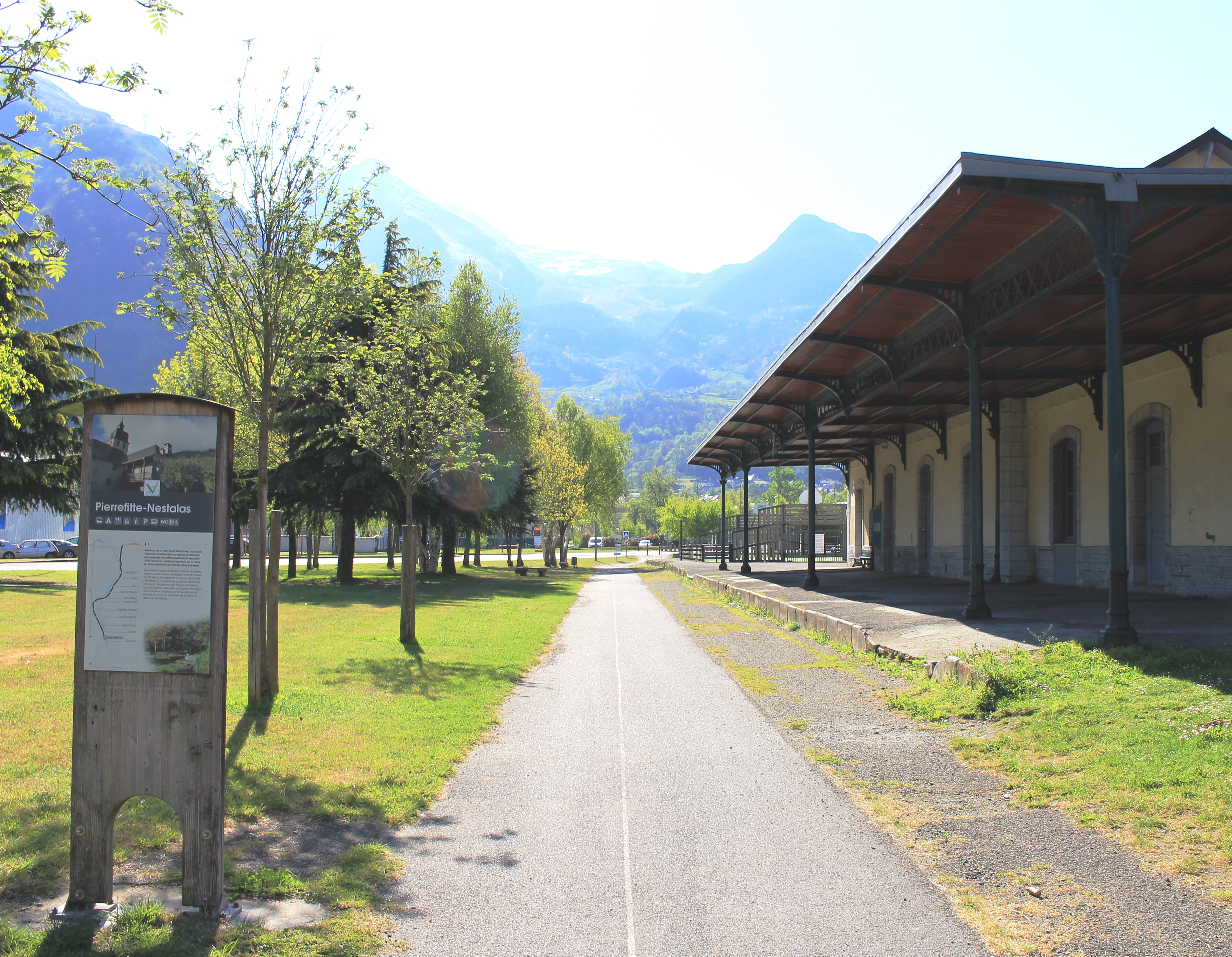
Gare de Pierrefitte-Nestalas.

## Itinéraire
- Quartier du Tydos
- Lugagnan
- Ger
- Geu
- Agos-Vidalos
- Boô-Silhen
- Ayzac-Ost
- Argelès-Gazost
- Lau-Balagnas
- Saint-Savin
- Adast
- Pierrefitte-Nestalas
- Soulom

## Équipements
La surface de la voie verte est en majorité en enrobé lisse, certains tronçons en revêtement stabilisé renforcé de très bonne qualité.
S’agissant d’un itinéraire anciennement ferré, il comprend inévitablement des traversées de carrefour (PN)
mais très sécurisées et d’un franchissement aisé.

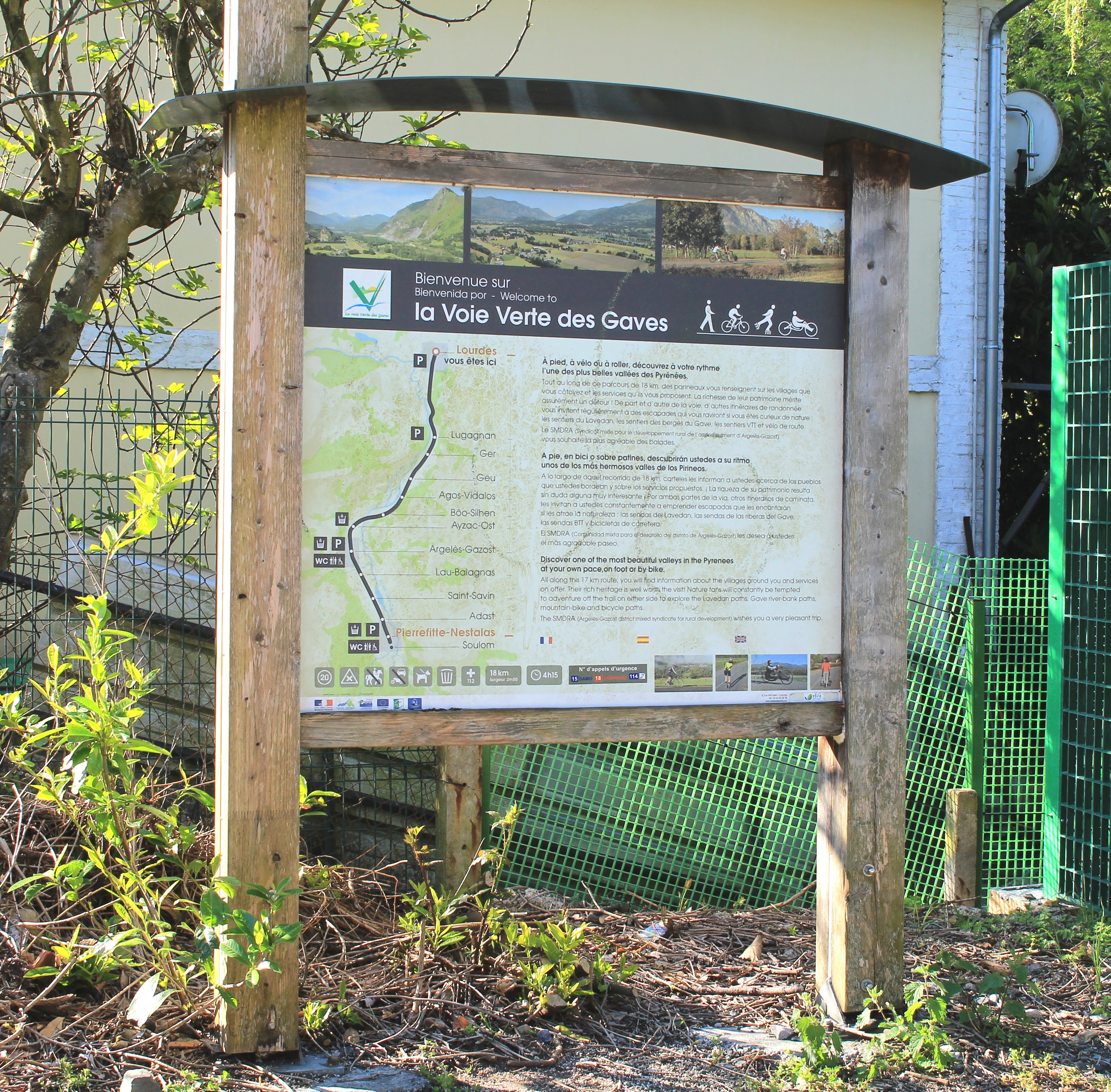
Signalétique.
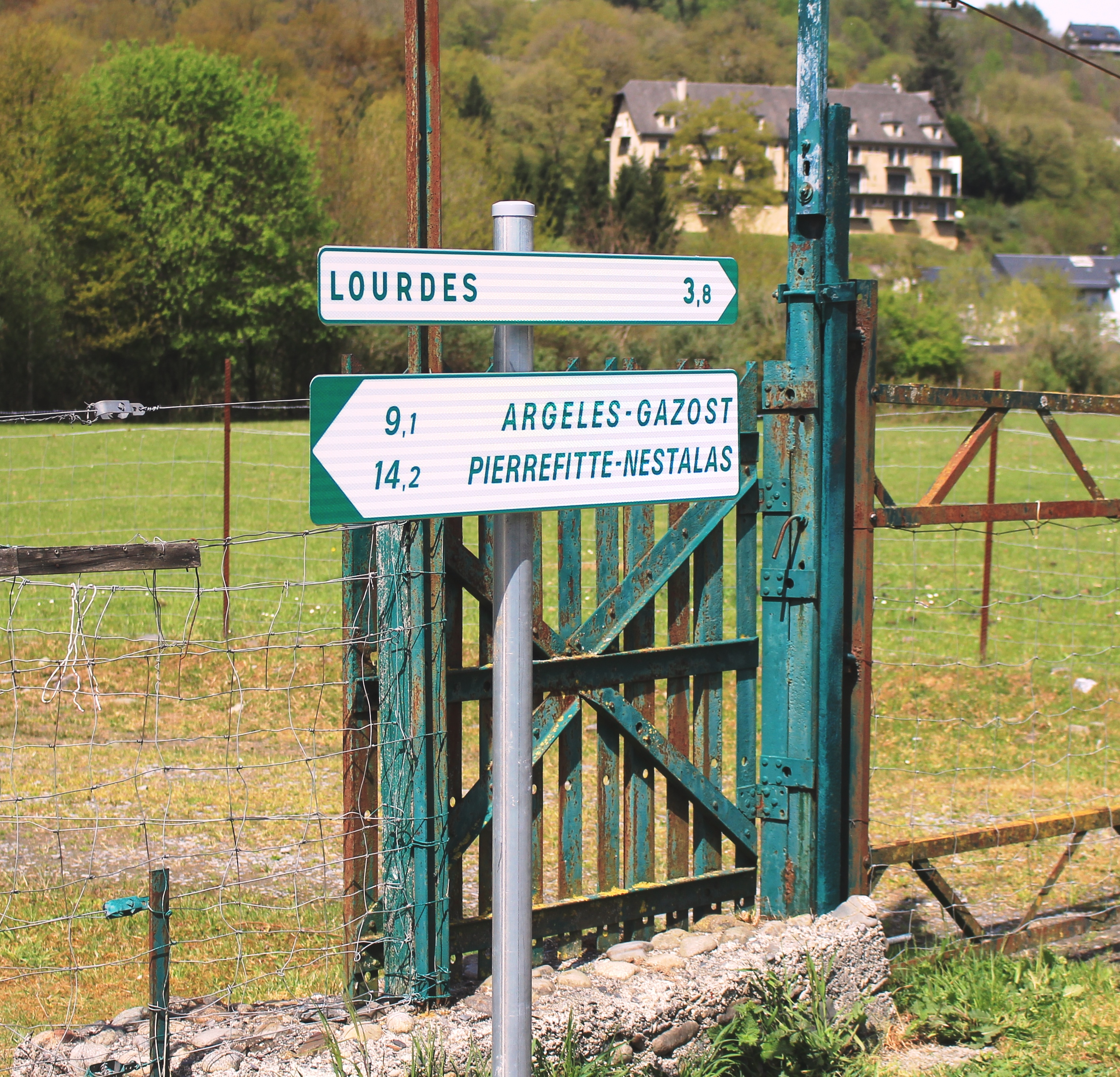
Signalétique kilométrique.
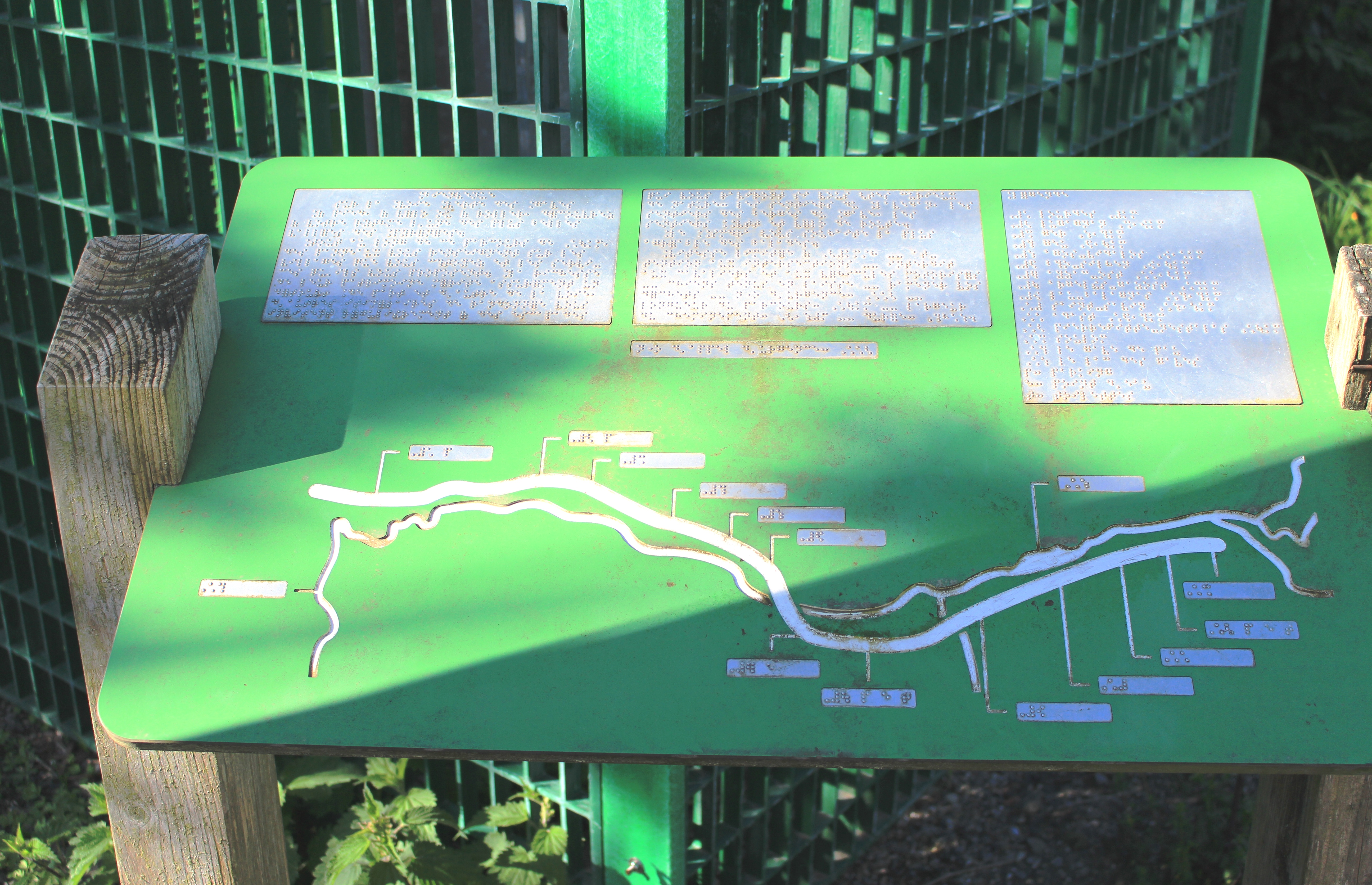
Signalétique mal-voyant.

## Lieux et monuments
- Funiculaire du pic du Jer.
- L'église Saint-Barthélémy de Boô.
- Pont de fer sur le Gave de Pau.
- Château d'Agos-Vidalos.
- Parc animalier des Pyrénées.
- Château de Vieuzac.
- Chapelle Sainte-Castère de Lau Balagnas.
- Abbaye de Saint-Savin.
- Gare de Pierrefitte-Nestalas.

## Galerie

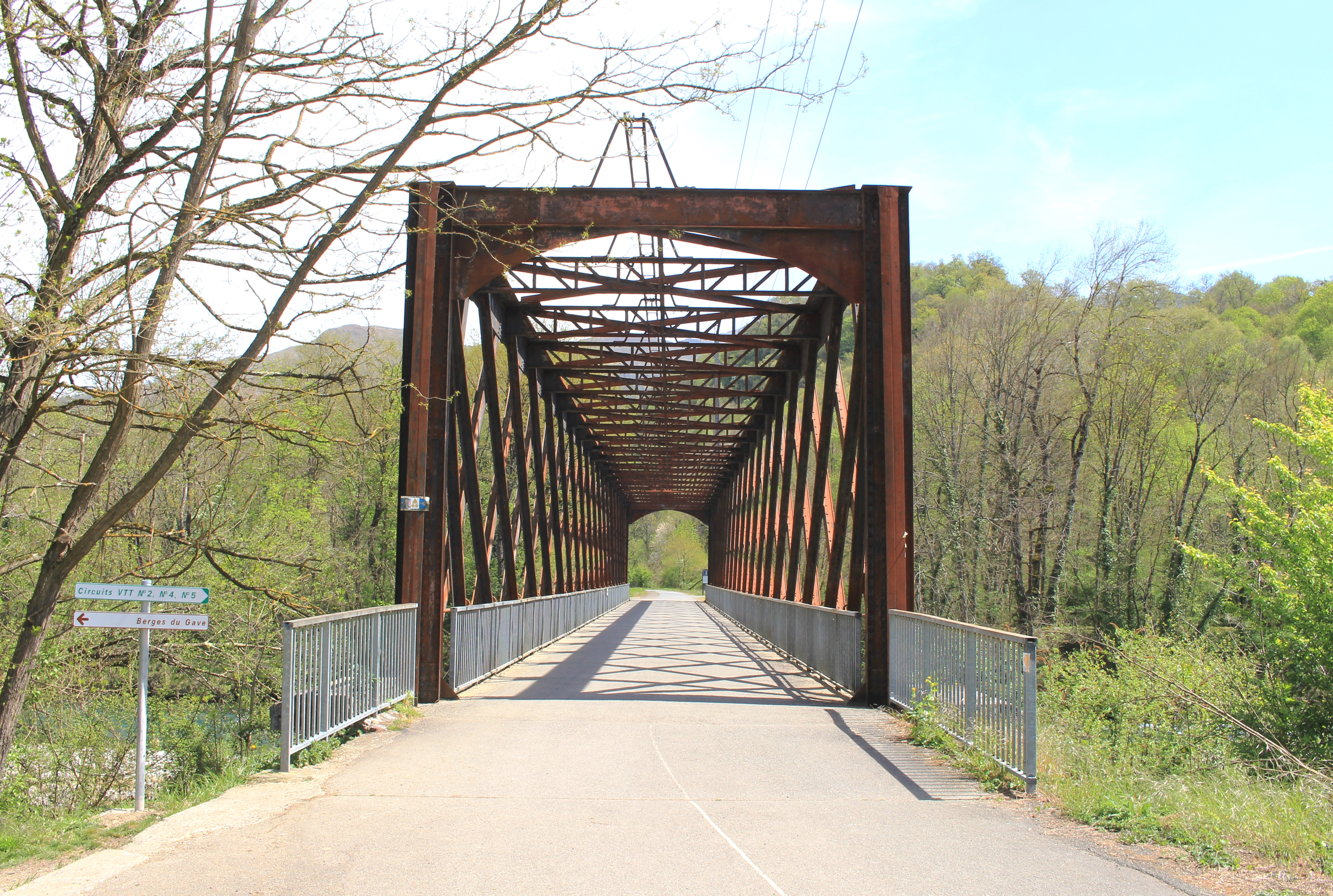
Pont de fer sur le gave de Pau.
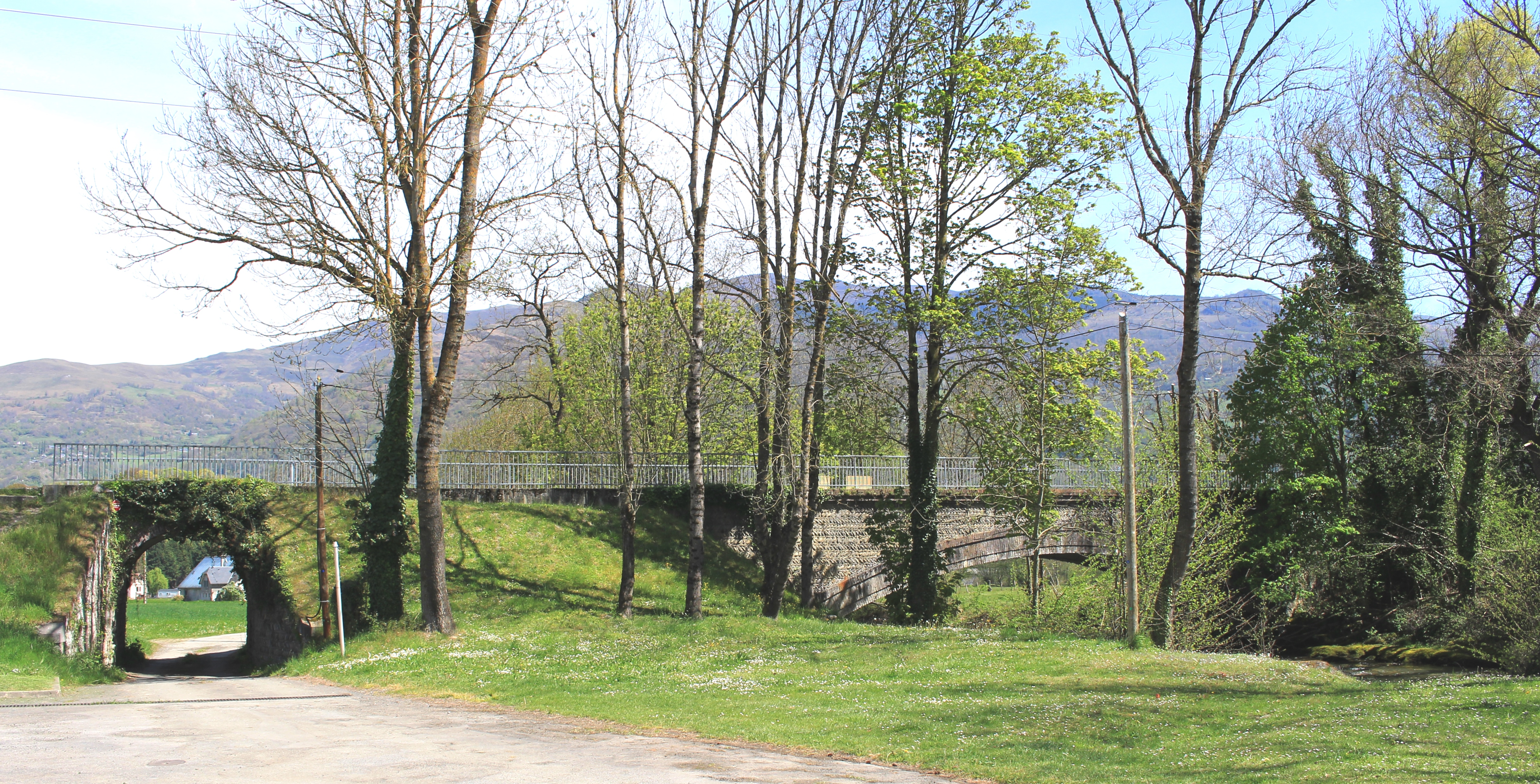
Pont sur le gave d'Azun.
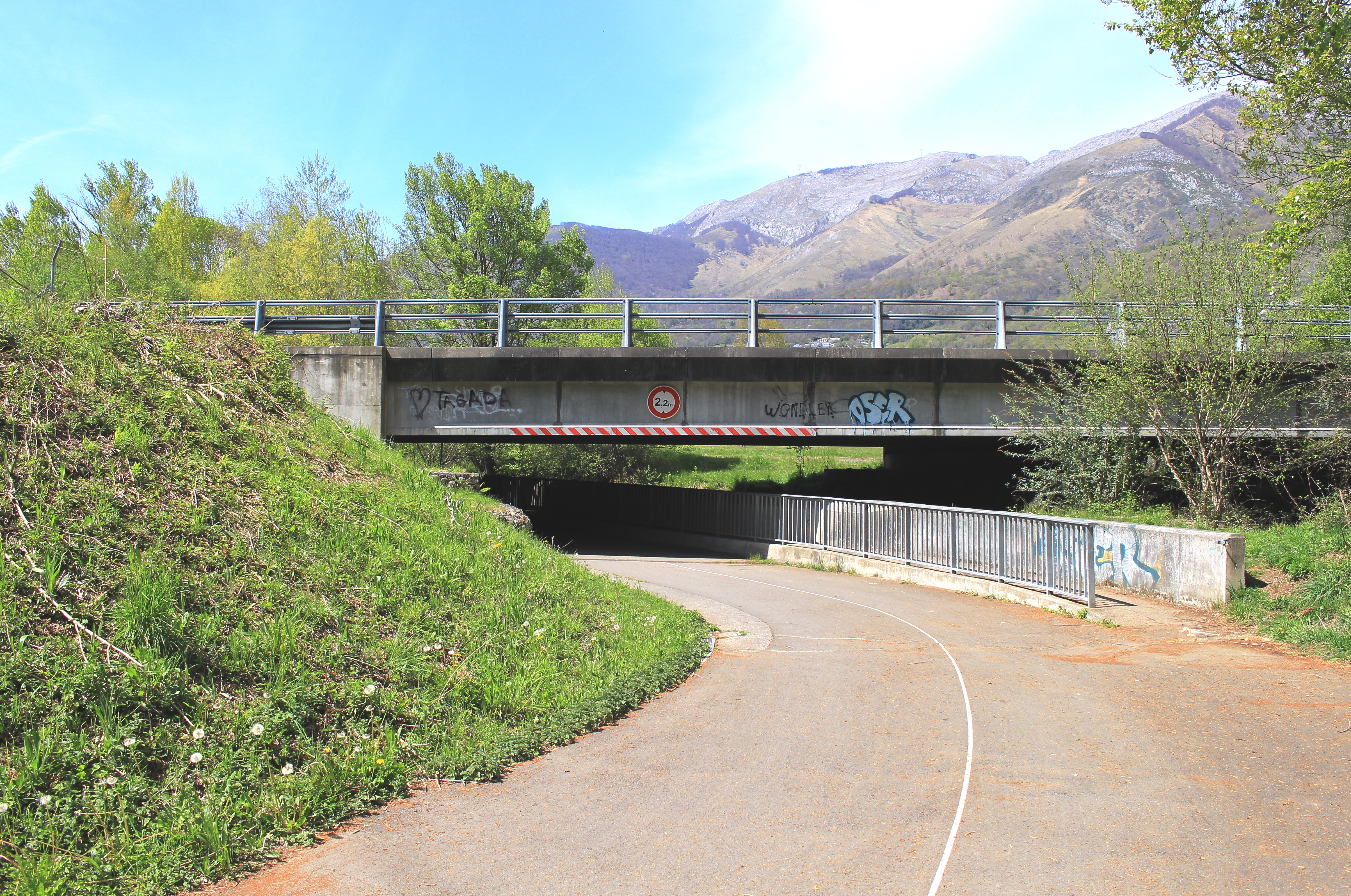
Passage sous la 2x2 voiesD 821(anciennement la N 21  ).